# Schulterdrücken

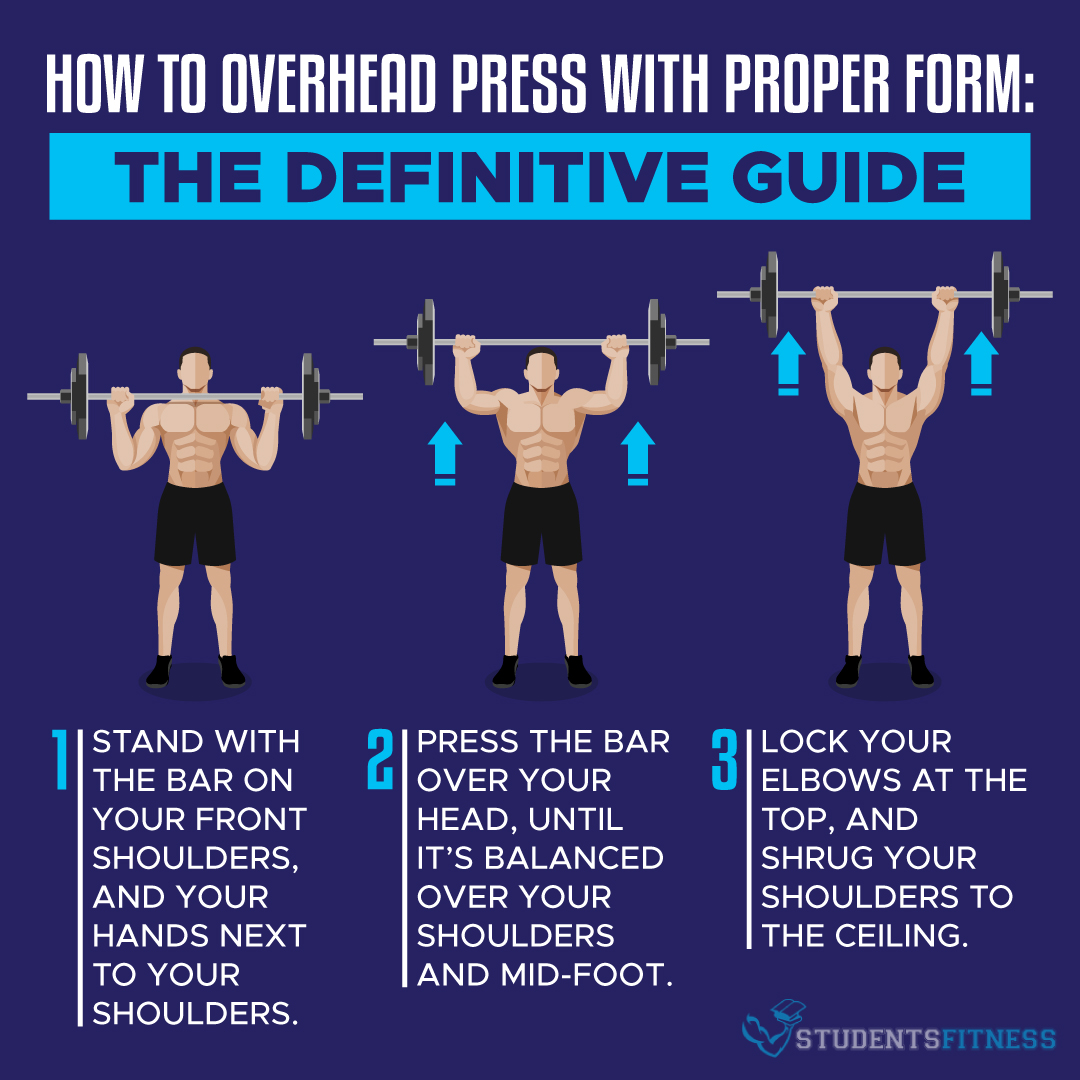
Schritt-für-Schritt-Anleitung zum Schulterdrücken

Das Schulterdrücken (englisch: Military Press), auch Frontdrücken, Überkopfdrücken oder einfach Drücken genannt, ist eine Grundübung im Krafttraining. Von 1928 bis einschließlich der Olympischen Spiele 1972 war sie neben den heute noch üblichen Disziplinen Reißen und Stoßen Teil des olympischen Dreikampfs im Gewichtheben. Sie ist die älteste Langhantelübung, die es für den Oberkörper gibt.

## Übungsausführung
Stehend wird mit beiden Händen ein Gewicht nach oben gedrückt und wieder abgesenkt.
Schulterdrücken wird im Einzelnen so ausgeführt: Eine auf dem Kniebeugenständer in Brusthöhe abgelegte Langhantel wird mit beiden Händen so breit gegriffen, dass die Unterarme vertikal ausgerichtet sind und sich die Ellbogen von der Seite betrachtet vor der Stange befinden. Die Füße stehen schulterbreit am Boden. Die Stange wird vom Kniebeugenständer so gehoben, dass sie über der Handwurzel liegt und auf den vorderen Schultermuskeln ruht. Die Brust wird mithilfe der Rückenstrecker aufgerichtet. Die Luft wird per Valsalva-Manöver angehalten und der Kopf gerade so weit nach hinten gelehnt, dass die Stange passieren kann. Sobald sich die Stange auf Stirnhöhe befindet, wird der Kopf wieder nach vorne bewegt und die Stange bis in die oberste Endposition gedrückt. Anschließend wird die Stange langsam und kontrolliert wieder zurück in die Ausgangsstellung bewegt.
Neben dem Langhantel-Schulterdrücken ist die Ausführung auch mit Kurzhanteln möglich. Hierbei kann die Bewegung grundsätzlich dem beschriebenen Ablauf folgen, oder als alternative Form mit einer Drehbewegung der Kurzhanteln einhergehen. Dabei zeigen die Handrücken in der Anfangsposition nach vorne und in der Endposition nach hinten. Die Drehung der Kurzhanteln geschieht gleichmäßig während der Druckbewegung. Diese Variante wird auch „Arnold Press“ genannt – bezeichnet nach Arnold Schwarzenegger, der die Übung populär gemacht hat. Der Vorteil im Drehen der Kurzhanteln liegt darin, dass die Aktivierung des Deltamuskels insgesamt größer ausfällt, als bei der regulären, dreh-freien Ausführung.

## Beteiligte Muskulatur
- Musculus deltoideus (vorderer Anteil) (Schulter)
- Musculus triceps brachii (Trizeps)
- Musculus trapezius (Trapezmuskel)
- Musculus serratus anterior (vorderer Sägemuskel)